# Jugorien
Als Jugorien (russ. Югория, Jugoria; auch Югра, Jugra) wurde in älteren russischen Quellen (v. a. Chroniken aus Nowgorod) die Region im Westsibirischen Tiefland hinter der Gebirgskette des Ural in Russland bezeichnet. Im engeren Sinne bezeichnete der Begriff das Siedlungsgebiet der Chanten und Mansen am Unterlauf des Obs.

## Etymologie
Der Begriff „Jugra“ wurde erstmals im 11. oder 12. Jahrhundert als Sammelbegriff für Chanten, Mansen und einige kleinere Völkerschaften verwendet. Er stammt vermutlich aus der Sprache der Komi, die ihre Nachbarvölker im Osten als „jegra“ bezeichneten. Es ist im Wortstamm offenbar verwandt mit „Ugra“, dem Namen einer Volksgruppe (Ugrer), der neben Chanten und Mansen auch die Ungarn angehören.

### Verwandte Toponyme
Auf den gleichen Wortstamm und auf die Bezeichnung der Region zurückzuführen sind die Namen der Jugorstraße, die die Insel Waigatsch vom Festland trennt; sowie der Jugorhalbinsel, die dort das Waigatsch gegenüberliegende Ufer bildet.

## Geschichte
Das Gebiet war unter seinem alten Namen lange Zeit der reichen nordrussischen Handelsstadt Nowgorod tributpflichtig. Durch die Wirtschaftstätigkeit geriet es unter russische Kontrolle und wurde schließlich nach der Unterwerfung des Khanats Sibir langsam erschlossen. Auf dem historischen Gebiet der Region Jugorien liegen heute der Autonome Kreis der Chanten und Mansen sowie Teile der Oblast Tjumen und des Autonomen Kreises der Jamal-Nenzen. Einige Siedlungsgebiete der Chanten – beispielsweise an den Ufern des Kasym und seiner Nebenflüsse – werden heute durch die Folgen der Erdöl- und Erdgasförderung verschmutzt und können deshalb nicht mehr in traditioneller Weise genutzt werden.